# Achoo
Achoo è un singolo del rapper statunitense Ski Mask the Slump God pubblicato il 2 ottobre 2017.

## Tracce
1. Achoo – 4:04